# Юлиана-канал
Юлиана-канал (нидерл. Julianakanaal) — судоходный канал в Нидерландах, проложенный вдоль реки Маас. Имеет длину 36 км и служит обходным путём практически несудоходного участка Мааса, являясь важным связующим звеном между портами, расположенными в дельте Рейна и промышленными районами южного Лимбурга и Бельгии.

## Расположение

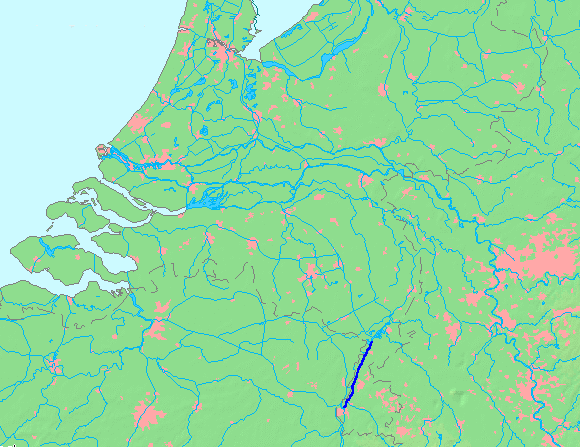

Канал, названый в честь королевы Юлианы, расположен в южной провинции Лимбург между городами Маастрихт и Маасбрахт. Канал идёт с востока параллельно реке, отдаляясь от неё максимум на 3 км. Между конечными точками высота канала изменяется на 25 м, поэтому на канале установлены три шлюзовые системы: в Маастрихте, Борне и Маасбрахте. До 1965 года четвёртый шлюз находится в Ростерене, однако после модернизации двух других, он был уничтожен. Порты на канале имеются в Маастрихте, Стейне, Борне и Маасбрахте. В годы расцвета угольной промышленности Стейн был крупным портовым городом, однако в 1970-х годах добыча угля в Нидерландах прекратилась.

## История
План прокладки Юлиана-канала появился в 1908 году, однако одобрен правительством он был только в 1921 году. В 1925 году началось строительство, а в 1935 году канал был открыт. Канал играл важную роль в развитии добычи угля в южном Лимбурге, поскольку по нему могли проходить корабли с большим водоизмещением, чем по старому каналу Зёйд-Виллемсварт, который расположен на левом берегу Мааса и связывает города Маастрихт до Хертогенбос, проходя через бельгийскую территорию.
В ходе прокладки канала были преодолены несколько трудностей. Рядом с Элсло строителям пришлось вкапываться в склон крутого холма Схарберг. На этом отрезке канал проходит между холмом и рекой, причём от Мааса его отделяет всего 50 м. Из-за разницы высоты канал не везде прокопан, в некоторых местах он окружён дамбами, высота которых доходит до 50 м.
В годы Второй мировой войны канал имел важную стратегическую роль. В 1940 году, преградив путь наступающим немцам, канал дал время бельгийским силам укрепить линии обороны, а в 1944 году остановил союзные войска, поскольку все мосты через канал были взорваны.
27 января 2004 года часть ограждающей канал дамбы была смыта за одну ночь. В Стейне была проведена эвакуация, а вал срочно был укреплён мешками с песком. Расследование показало, что причиной стала старая труба водоснабжения, уже не использовавшаяся, но всё ещё находящаяся под давлением. Протёкшая труба была проложена внутри дамбы, что привело к размытию её изнутри.